# Sandro Resegotti
Sandro Resegotti (Milano, 25 gennaio 1966) è un ex schermidore italiano, specializzato nella spada. Ha vinto due medaglie d'oro ai Campionati mondiali di scherma.

## Palmaers
In carriera ha conseguito i seguenti risultati:
 Mondiali 
Individuale
A squadre
- Oro nella spada a Denver 1989
- Oro nella spada a Lione 1990

 Mondiali militari 
Individuale
- Argento nella spada a Schaarsbergen 1997

A squadre
- Oro nella spada a Schaarsbergen 1997

 Universiadi 
Individuale
A squadre
- Oro nella spada a Zagabria 1987

 Campionati italiani 
Individuale
A squadre
- Argento nella spada a Conegliano Veneto 2002

 Altri risultati 
Mondiali giovani
Individuale
- Oro nella spada a Budapest 1983

A squadre